# Zollverein School of Management and Design

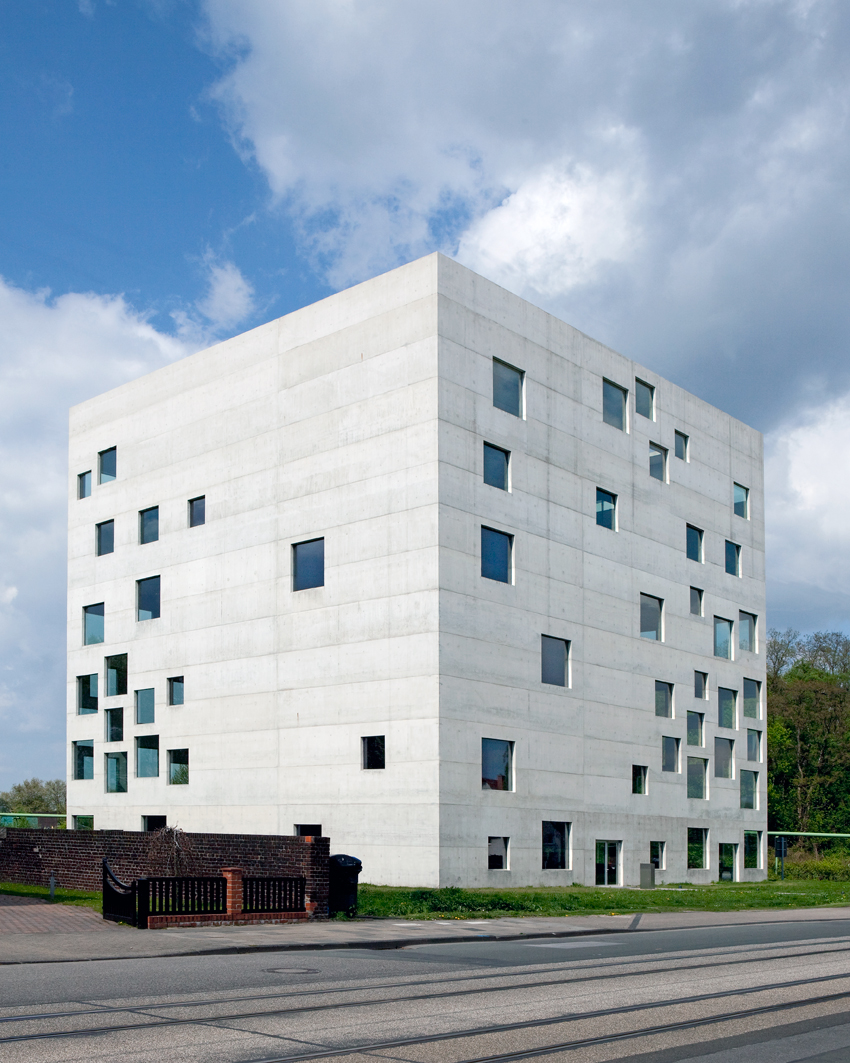
Zollverein-Kubus

Die Zollverein School of Management and Design gGmbH war eine private Bildungseinrichtung für Management und Design, die ähnlich den angelsächsischen Graduate Schools ausschließlich Weiterbildungsprogramme anbot. Sie wurde 2003 als gemeinnützige GmbH gegründet. 2004 nahm sie den Lehrbetrieb mit dem MBA-Studiengang Business Design auf. Nach konzeptionellem und wirtschaftlichem Scheitern musste der Betrieb bereits 2008 wieder eingestellt werden. Danach wurde das Unternehmen liquidiert.
Die Zollverein School war im Zollverein-Kubus untergebracht, einem mit öffentlichen Mitteln für das Unternehmen errichteten Neubau, angrenzend an das Gelände der Zeche Zollverein in Essen.

## Angebote
Das MBA-Programm der Zollverein School sollte Management mit Design verbinden. Zielgruppe der Zollverein School waren Designer sowie Führungskräfte aus der Wirtschaft.
Das Curriculum gliederte sich in vier Themenbereiche:
- Basics,  Transformation & Methodology
- Strategy & Marketing
- Organisation & Leadership
- Finance & Operations

Die Studiengebühren betrugen für den 20-monatigen Executive MBA-Studiengang insgesamt 22.000 Euro.

## Finanzierung und Abwicklung
Die Zollverein School wurde zu 40 Prozent vom Land Nordrhein-Westfalen finanziert sowie zu weiteren 40 Prozent von der EU – dies wurde durch die Ernennung des Geländes zum Weltkulturerbe am 31. August 2002 möglich. Die restlichen 20 Prozent der 12 Millionen Euro des am 31. Juli 2006 offiziell an die Einrichtung übergebenen Gebäudes trug die Schule selbst. Es war geplant, dass sich die Schule ab dem Jahr 2008 selbst tragen sollte.
Seit Anfang 2008 war bekannt, dass die weitere Finanzierung und somit der Fortbestand der Zollverein School als Bildungseinrichtung nicht gesichert ist. Es hatte sich schon 2007 herausgestellt, dass die angestrebten Studierendenzahlen nicht erreicht wurden. Zudem verhinderten bauliche Unzulänglichkeiten und hohe Betriebskosten des preisgekrönten Schulgebäudes einen wirtschaftlichen Betrieb. Die zum Ende des Lehrbetriebs noch verbliebenen Studierenden wurden von der Universität Duisburg-Essen übernommen.